# Fenouillet-du-Razès
Fenouillet-du-Razès település Franciaországban, Aude megyében. Lakosainak száma 76 fő (2022. január 1.). Fenouillet-du-Razès Brézilhac, La Courtète, Fanjeaux, Ferran, Hounoux, Mazerolles-du-Razès és Orsans községekkel határos.

## Népesség
A település népessége az elmúlt években az alábbi módon változott:
| Lakosok száma | 145  | 97   | 87   | 86   | 91   | 93   | 85   | 79   | 77   | 76   |
|               | 1968 | 1982 | 1990 | 2006 | 2013 | 2015 | 2017 | 2019 | 2020 | 2022 |